# Nikolaos Prindezis
Nikolaos Prindezis (ur. 21 lutego 1941) – grecki duchowny rzymskokatolicki, święcenia kapłańskie przyjął w 1965. W latach 1993–2021 arcybiskup archidiecezji Naksos-Andros-Tinos-Mykonos.